# Sinodo di Dordrecht

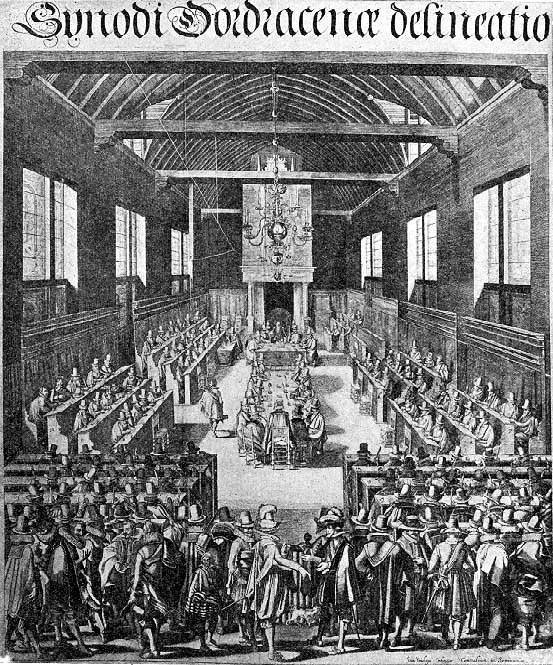
Stampa rappresentante il Sinodo di Dordrecht

Il Sinodo di Dordrecht fu un sinodo nazionale tenutosi nella città di Dordrecht e convocato dalla Chiesa Riformata dei Paesi Bassi nel 1618-1619 per porre fine alla seria controversia sollevata nelle chiese olandesi dal sorgere dell'arminianesimo. La prima sessione fu convocata il 13 novembre 1618 e quella finale, la 154ª, il 9 maggio 1619. Furono invitati anche, con diritto di voto, rappresentanti di otto chiese riformate europee.
Il pericolo di una guerra civile era pure reale.

## Proposito
Lo scopo del Sinodo tenuto a Dordrecht era quello di comporre una controversia che era sorta nelle chiese olandesi dopo la diffusione delle dottrine dell'Arminianesimo. Dopo la morte di Jacob Arminio, i suoi seguaci avevano sollevato obiezioni alla Confessione di fede belga e all'insegnamento di Giovanni Calvino, Beza e i loro seguaci. Queste obiezioni erano state pubblicate in un documento chiamato "la Rimostranza" nel 1610 e i suoi propositori erano stati chiamati "Rimostranti". Gli oppositori calvinisti, guidati dal professor Francis Gomar dell'Università di Leida, divennero conosciuti come i "Controrimostranti".
Nella "Rimostranza" e in altri scritti più tardi, gli arminiani avevano pubblicato un'alternativa alle dottrine calviniste della Confessione di fede belga su cinque punti. Insegnavano che l'elezione di Dio era basata solo sulla previsione che Dio aveva fatto della fede di chi poi avrebbe eletto; la redenzione universale; la depravazione umana parziale; la possibilità di resistere alla grazia come pure a quella di decadere dalla grazia.
Simon Episcopius era portavoce dei 13 rappresentanti dei Rimostranti, chiamati a comparire di fronte al Sinodo nel 1618.
La Rimostranza fu rifiutata all'unanimità, e il Sinodo, in risposta, elaborò i cosiddetti "canoni di Dordrecht". Le repliche ai cinque punti della Rimostranza sono suddivise in cinque sezioni — la terza e la quarta sono unite fra di loro, perché il terzo punto della Rimostranza era stato considerato ortodosso. I canoni furono firmati da tutti i membri del sinodo. Fra i firmatari vi era anche Giovanni Diodati, autorevole traduttore della Bibbia in italiano, all'epoca professore di teologia e pastore a Ginevra.

## Conclusione e i Canoni di Dordrecht
Il Sinodo si concluse respingendo ufficialmente queste concezioni e ristabilì l'ortodossia riformata su tutti i punti, cioè: (1) Depravazione totale; (2) Elezione incondizionata; (3) Redenzione limitata; (4) Grazia irresistibile e (5) Perseveranza dei santi. Questi punti sono passati alla storia come: i Cinque punti del calvinismo.
La decisione del Sinodo di Dordrecht sui cinque punti principali di dottrina nella disputa nei Paesi Bassi, chiamati oggi, appunto, "I Canoni di Dordrecht", sono una spiegazione delle decisioni giudiziarie del Sinodo. Nella prefazione originaria, la Decisione è chiamata un giudizio, in cui "sia la concezione corretta secondo la Parola di Dio al riguardo dei suddetti cinque punti di dottrina è spiegata, e la concezione falsa, in disaccordo con la Parola di Dio è respinta".
I Canoni non sono intesi essere una spiegazione complessiva della dottrina riformata, ma solo un'esposizione dei cinque punti dottrinali disputati. Sono stati redatti da Antonius Walaeus.
Il Sinodo di Dordrecht non solo stila quelli che oggi sono chiamati "Canoni di Dordrecht", ma riafferma la validità della Confessione di fede belga e del Catechismo di Heidelberg che, insieme costituiscono le Tre formule di unità (dette anche "Tre forme di unità") che costituiscono ancora i canoni dottrinali usati per definire le persuasioni di molte Chiese riformate del mondo intero.

## Impatto politico
Gli atti del Sinodo furono legati agli intrighi politici che erano sorti durante i dodici anni di tregua nella guerra fra Spagna e Sette Province (gli attuali Paesi Bassi). La decisione del Sinodo si risolse nella disgrazia di Johan van Oldenbarnevelt, politico influente e molto rispettato, che era stato protettore dei rimostranti arminiani. Per il crimine di turbamento generale dello stato della nazione, fu fatto decapitare il 13 maggio del 1619, solo quattro giorni dopo il termine del Sinodo. Egli è considerato, anche dai Calvinisti, uno dei più grandi uomini della storia dei Paesi Bassi.
Perduto anche per la nazione fu il fenomenale giurista Ugo Grozio, che appoggiava i diritti dei rimostranti arminiani nel Sinodo stesso. Grotius venne condannato all'ergastolo, ma riuscì a fuggire dal carcere con l'aiuto di sua moglie. Sia Van Oldenbarnevelt che Grotius erano stati imprigionati dal 29 agosto 1618. Più tardi la teologia arminiana riceverà tolleranza ufficiale dallo stato e continuerà sotto varie forme nell'ambito del Protestantesimo.

## Traduzione della Bibbia
Il Sinodo decise pure di stampare una Bibbia tradotta in olandese, direttamente dagli originali ebraico e greco (prima ci si appoggiava solo al latino). Furono nominati dei traduttori e si fece domanda agli Stati Generali di finanziare il progetto. Dopo che la traduzione venne pubblicata per la prima volta nel 1637, divenne nota come la "Traduzione degli Stati", o Statenvertaling.

## Rappresentanti stranieri
- Dall'Inghilterra: George Carleton (1559–1628), Joseph Hall (1574–1657), Thomas Goad (1576–1638), John Davenant (1576–1641), Lancelot Andrewes (1555–1626).
- Dalla Scozia: Walter Balcanqual (1586–1645), Samuël Ward (morto nel 1643), William Ames (Guilielmus Amesius) (1576–1633).
- Da Heidelberg: Abraham Scultetus (1566–1624), Paul Tossanus (1572–1634), Hendrik Alting (1583–1644).
- Da Hessen: Georg Cruciger (1575–1637), Paul Stein (1585–1643), Rudolph Goclenius (1547–1628), Daniel Anglocrator (1569–1635).
- Dalla Svizzera: Johann Jakob Breitinger (1575–1645), Wolfgang Mayer (1577–1653), Sebastian Beck (1583–1654), Mark Rütimeyer (1580–1647), Hans Conrad Koch (1564–1643).
- Da Ginevra: Giovanni Diodati (1576–1649), Theodore Trochin (1582–1657)
- Da Brema: Ludwig Crocius (1586–1653), Matthiuas Martinius (1572–1630), Heinrich Isselburg (1577–1628).
- Da Nassau-Wetteravië: Johann Heinrich Alsted (1588–1638), John Bisterfeld (died in 1619), Georg Fabricius.
- Da Emden: Ritzius Lucas Grimersheim (1568–1631), Daniël Bernard Eilshemius (1555 – 1622).
- Dalla Francia: Dalla chiesa riformata francese gli Ugonotti, a cui il re Luigi XIII, non aveva permesso di partecipare al Sinodo, l'approvazione delle decisioni sinodali arrivò solo in un secondo tempo.

## Estratto dai Canoni di Dordrecht
"L'elezione o "predestinazione" è il proposito immutabile di Dio secondo il quale, mediante la liberissima scelta della sua volontà, per pura grazia, egli ha, in Gesù Cristo, eletto alla salvezza prima della fondazione del mondo, fra tutto il genere umano caduto per propria colpa dalla sua iniziale integrità al peccato e alla perdizione, una certa quantità di uomini, né migliori né più degni degli altri, anzi che giacevano anch'essi in una medesima miseria. Questo stesso Cristo, Dio pure l'ha costituito da ogni eternità mediatore e capo di tutti gli eletti, e fondamento della salvezza" (Canone 1:7).
"Tale è stato il liberissimo parere, nonché il favorevole volere e l'intenzione di Dio Padre: che l'efficacia vivificante e salutare della morte preziosissima di suo Figlio si estendesse a tutti gli eletti, per dare a essi soli la fede che giustifica e, tramite essa, attrarli irresistibilmente alla salvezza. In altro modo. Dio ha voluto che Gesù Cristo, mediante il sangue della croce... riscattasse efficacemente... tutti coloro — e solo essi — che da ogni eternità sono stati eletti alla salvezza" (Canone 2:8).
"Tutti gli uomini sono perciò concepiti nel peccato e nascono figli di collera, incapaci di ogni bene salutare, propensi al male, morti nel peccato e schiavi del peccato. Senza la grazia rigeneratrice dello Spirito Santo non vogliono ne possono tornare a Dio, ne correggere la loro natura depravata e nemmeno portarvi un miglioramento" (Canone 3/4:3).
"Quando Dio mette in opera il suo volere negli eletti, o quando li converte, non solo vigila perché l'Evangelo sia loro predicato esternamente e illumina potentemente il loro intendimento mediante lo Spirito Santo... Con l'efficacia di questo stesso Spirito di rigenerazione, penetra fino all'essenza dell'uomo, apre il cuore chiuso, ammorbidisce quello che è duro, lo circoncide, introduce nuove qualità nella volontà e fa che questa volontà da morta diventi vivente, da cattiva buona, da schiava libera, da ostinata obbediente. Ed egli lavora in questa volontà, la fortifica, affinché, come un buon albero, possa produrre buoni frutti" (Canone 3/4:11).
"A causa di quel che rimane del peccato dimorante [in loro] e delle tentazioni del mondo e di Satana, quelli che sono convertiti non potrebbero resistere in questo stato di grazia se fossero lasciati alle loro sole forze. Ma Dio è fedele, li conferma misericordiosamente nella grazia che ha conferito loro una volta e li conserva con potenza fino alla fine" (Canone 5:3).